# Witbaardmiervogel
De witbaardmiervogel (Myrmorchilus strigilatus) is een zangvogel uit de familie Thamnophilidae (miervogels).

## Verspreiding en leefgebied
Deze soort komt voor in zuidelijk-centraal Zuid-Amerika en in oostelijk Brazilië en telt twee ondersoorten:
- M. s. strigilatus: oostelijk Brazilië.
- M. s. suspicax: zuidoostelijk Bolivia, westelijk Paraguay, zuidwestelijk Brazilië en noordelijk Argentinië.

## Status
De grootte van de populatie is niet gekwantificeerd maar de soort wordt omschreven als vrij algemeen. Op de Rode lijst van de IUCN heeft deze soort de status niet bedreigd.